# Caudron C.270
Le Caudron C.270 Luciole est un avion de tourisme, de sport aérien et d'entraînement produit en France par Caudron-Renault dans les années 1930. Il dérive du C.230.

## Conception et construction
Le C.270 était un biplan conventionnel avec des ailes à simple console, en quinconce et d'égale envergure. Le pilote et un seul passager étaient assis en tandem dans des cockpits ouverts. Il était construit sur un fuselage entoilé au lieu du fuselage recouvert de bois du C.230. Un autre raffinement incluait des surfaces de contrôle revues, ainsi que le train d'atterrissage inférieur, et un mécanisme simplifié de repliage des ailes.

## Historique opérationnel
Cet avion eut un immense succès avec plus de 700 machines construites (modèle de base et variantes) en une décennie, jusqu'à la Seconde Guerre mondiale. Sur cette production, 296 ont été achetés par le Gouvernement français pour l'entraînement de ses pilotes dans le cadre de l'Aviation populaire. La pilote et monitrice Yvonne Jourjon a formé des futurs as de la chasse française.
Plusieurs exemples ont connu un emploi militaire comme avion de liaison. Lors de l'expédition du général de Gaulle à Dakar en 1940, deux avions Luciole ont décollé du porte-avions HMS Ark Royal et se sont posés sur l'aérodrome de Ouakam (Sénégal) pour installer un dispositif de signalisation optique après le ralliement escompté du groupe de chasse 1/4 à la France libre. C'est un échec : le chef du GC 1/4, le commandant Guy Fanneau de la Horie, et le colonel Georges Pelletier-Doisy, commandant l'armée de l'air au Sénégal, de passage sur la base, font arrêter les émissaires gaullistes.
Les exemplaires survivants du conflit seront très demandés comme avions remorqueurs de planeurs à l'École de l'air de Salon-de-Provence.

## Versions diverses

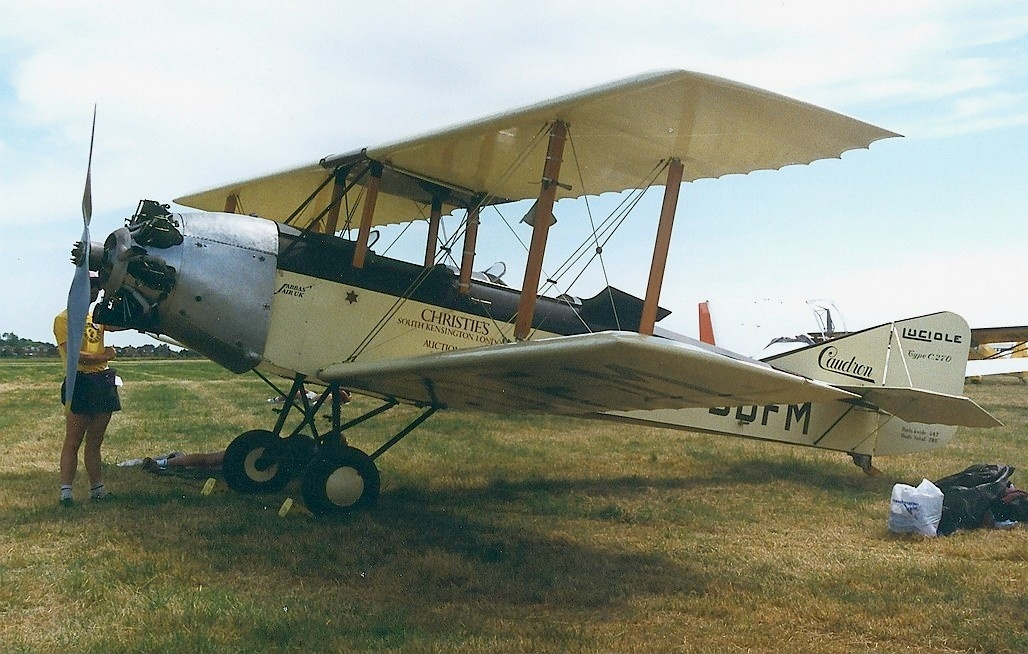
Caudron Luciole G-BDFM à Cranfield, avec moteur étoile (en étoile, adapté ?)

- C.270 - première version de production avec moteur en étoile Salmson 7Ac (82 construits)
  - C.270/1 - version avec moteur Salmson 7Ac2.
- C.271 - version avec Lorraine 5Pc (1 construit)
  - C.271/2 - version avec moteur Lorraine 5Pb.
- C.272 - version avec moteur Renault 4Pb en ligne (52 construits)
  - C.272/2 - version avec moteur Renault 4Pci et empennage, queue pointue (22 construits)
  - C.272/3 - version avec moteur Renault 4Pdi et freins de roues (15 construits)
  - C.272/4 - version avec moteur Renault 4Pei et freins de roues (21 construits)
  - C.272/5 - version avec moteur Renault 4Pgi (80 construits)
- C.273 - version avec moteur Michel 4A-14 (14 construits)
- C.274 - version avec moteur Chaise 4Ba présenté au Salon de l'Aéronautique de Paris en 1932 (1 construits)
- C.275 - production principale, version dérivée du C.272/5 mais sans ailes repliables (433 construits)
- C.276 - version avec moteur de Havilland Gipsy III
  - C.276H - version avec moteur Hirth HM 504 A-2 (2 dérivés du C.276)
- C.277 - similaire au C.272/4 avec ailes non-repliables (9 construits)
  - C.272R - C.275 remotorisés avec moteur Renault 4Po3 après la guerre (1 converti)
- C.278 - version avec nouveau train d'atterrissage et moteur Salmson 9Nc pour concourir dans le Challenge 1932 (1 construit)

## Utilisateurs
France
- Armée de l'air

 République espagnole
- Armée de l'air républicaine

 Espagne
- Armée de l'air espagnole